# Медресе Тамгач-хана
Медресе Тамгач-хана — утраченное здание медресе в Самарканде (Узбекистан), воздвигнутое в XI веке на средства и по приказу тюркского правителя Ибрагима Тамгач Богра-хана.
В длинном ряду безликих представителей Караханидского дома Ибрагим Тамгач Богра-хан — первый персонаж с индивидуальными личностными чертами. Источники рисуют образ почти идеального правителя, который карал злоупотребления (проявляя при этом своеобразный юмор), заботился о нуждах населения и был им любимым. С его именем связаны несколько крупных построек в Самарканде. В Самарканде по его приказу были построены медресе (у Наубехарских ворот) и госпиталь (на улице Ривдар) его имени, которым были переданы в вакф пять городских караван-сараев.
В вакуфном документе (найден в 1950-х годах), касающемся самаркандского медресе Тамгач-хана подробно описывается его окружение, но не сказано ничего о нём самом и точном месте его расположения. По данным С. Г. Хмельницкого, «это привело к ошибочным выводам, которые получили известное распространение, и к реконструкции — фантазии вымышленного здания». В медресе как будто не было худжр для студентов, — в сохранившемся вакуфном документе Ибрагима Богра-Тамгач-хана  жилища студентов указаны рядом с медресе, а не в нём.